# 原田ヒデタカ
原田 英尚（はらだ ひでたか）は、日本の構成作家。

## 来歴・人物
- 劇団アニメ座の旗揚げ時から参加している。作家1年目の時に劇団アニメ座旗揚げ公演を手伝った。
- 『まろに☆えーる』の一部楽曲で作詞を担当している[1][2]。

## 主な担当番組
現在放送中の主な番組
- R藤本の水曜はじけてまざれ!
- おしゃべりやってまーすレボリューション
- まろに☆え～るTV超

放送終了した番組
- 月刊 アニ愛でるTV!
- 声優養成所 サタラーナZ
- 田所あずさと天津飯大郎のどうせワレワレなんて・・・